# اس‌تی‌اس-۶۶
اس‌تی‌اس-۶۶ (انگلیسی: STS-66) یکی از ماموریت‌های برنامه شاتل‌های فضایی بود که در تاریخ ۳ نوامبر ۱۹۹۴ از پایگاه فضایی کندی به فضا پرتاب شد. این مأموریت توسط شاتل آتلانتیس انجام گرفت و هدف اصلی آن ارسال ماژول تحقیقاتی (ATLAS-03) به فضا بود. این ماژول فضایی جهت تحقیقات پیرامون انرژی خورشیدی و اثر آن بر روی زمین ساخته شده بود.